# Guerra mundial

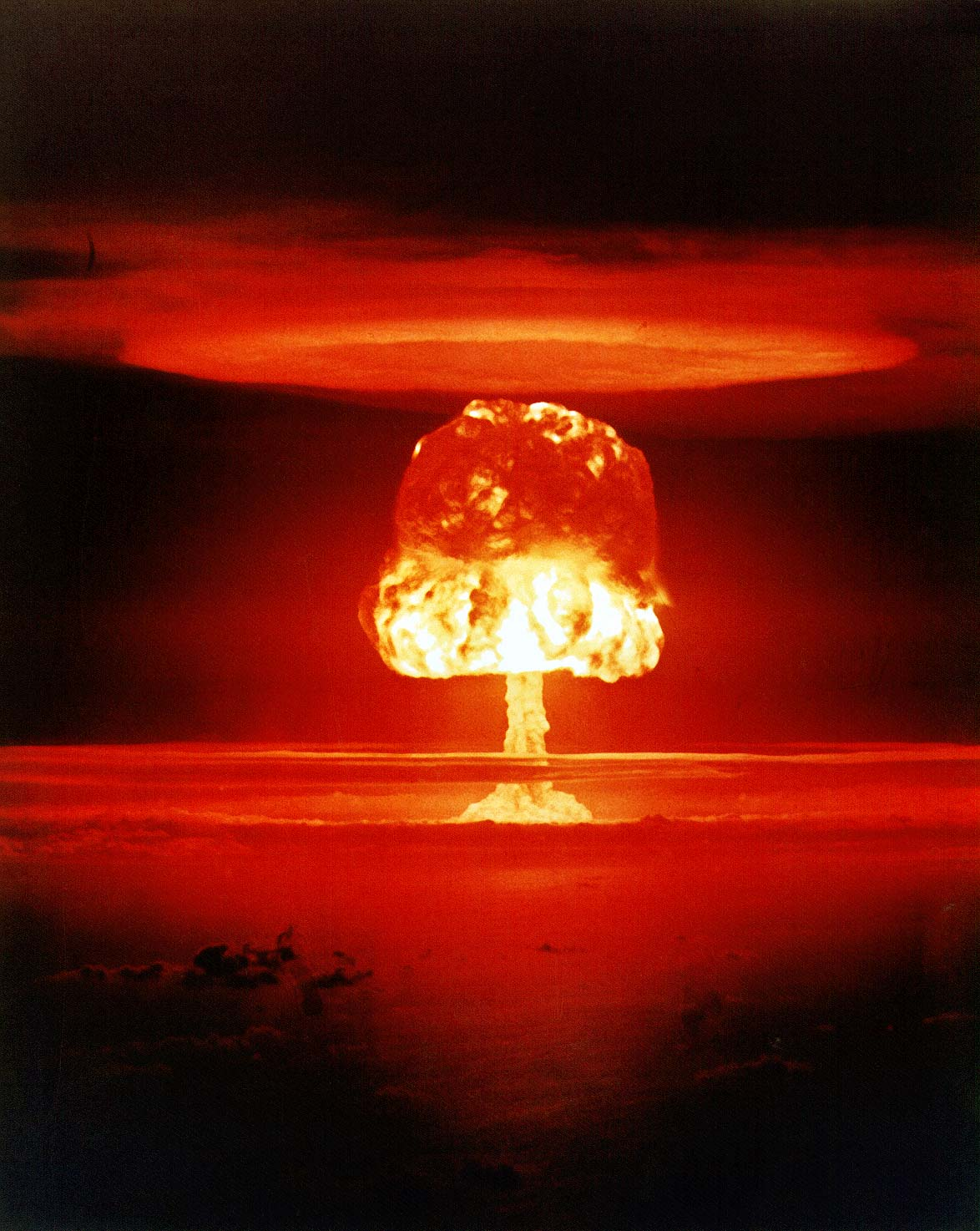
Pese a los devastadores efectos de las guerras mundiales y sus armas, como la de esta prueba en el Atolón Bikini, no está claro cuántas ha habido.

Guerra mundial es un término utilizado para referirse a una guerra que puede durar días, semanas, meses o hasta años y que puede involucrar directamente a varias naciones de distintos continentes.

## Discrepancias en el término
Pese a ser aceptadas las varias guerras mundiales, publicaciones como los libros de texto españoles de los años ochenta indican que la Segunda Guerra Mundial fue realmente la única que puede recibir ese nombre,[cita requerida] por ser la única de ambas[cita requerida] que registró combates en territorio de todos los continentes del mundo.[cita requerida]
Sin embargo, la confrontación de 1914 también recibe este apelativo, pese a que en su tiempo solo se la llamó la Gran Guerra  ya que se libró solo en Europa, África y Asia (aunque hubo enfrentamientos en América y Oceanía). En cierto modo se llama así por la participación de combatientes de todos los continentes, especialmente del lado de la Triple Entente.
La Enciclopedia Monitor afirma que las cruzadas «eran como guerras mundiales»,[cita requerida] en referencia a las intervenciones de ingentes cantidades de tropas europeas, asiáticas e incluso africanas.

## Especulaciones sobre una Tercera Guerra Mundial
También se había especulado con la idea de una Tercera Guerra Mundial. La existencia de un tercer enfrentamiento global cobró fuerza durante algunos episodios y momentos especialmente dramáticos de la llamada Guerra Fría, en los que se luchaba en prácticamente la totalidad del planeta. Así, en los años 1980 existían combates entre defensores del capitalismo y del comunismo en:
- África: movimientos prodemócratas en Mozambique y Angola en lucha contra sus gobiernos prosoviéticos. Sudáfrica en guerra contra Cuba y Etiopía durante la Guerra de la Frontera. Marruecos apoyado por los Estados Unidos contra el Frente Polisario financiado Argelia en el Sáhara Occidental o Libia financiada y entrenada por los soviéticos contra el Chad apoyado por los franceses. Por citar algunos de los muchos existentes.
- América: movimientos guerrilleros izquierdistas en países como Colombia, Perú, Guatemala, El Salvador o Venezuela y de tendencia democrática en Nicaragua y democracia presidencialista de Costa Rica. La fuerte disputa entre Argentina y Reino Unido por las Islas Malvinas e islas Georgias del Sur y Sandwich del Sur.
- En Asia: movimientos insurgentes comunistas en Nepal y Camboya Abuso de fuertes armas nucleares del gobierno de Corea del Norte. El Partido de los Trabajadores Kurdos contra Turquía, miembro de la OTAN.
- En Oceanía: guerrillas comunistas en Timor Oriental contra la Indonesia capitalista.

De esta forma, postulada la teoría, la Tercera Guerra Mundial no sería un conflicto declarado, pero finalmente los dos bandos estarían en guerra en toda la superficie del Globo (incluyendo posibles misiones en la Antártida). A pesar de la disolución de la URSS y del Pacto de Varsovia, se comienza a hablar de una Nueva Guerra Fría entre China (Comunista) y EE. UU. (Capitalista), que en 2020 se conoció como Guerra Comercial entre Estados Unidos y China.

## Actualidad
En la actualidad, aunque no hay guerras mundiales, el término usado por la ONU equivale a que 5 o más países declaren la guerra a un objetivo, que puede ser común o variado. Lo que no está claro es si deben o no participar países de los 6
continentes para considerarse así, dado que en la segunda Guerra, la totalidad del globo fue asediada de una u otra forma por las armas. Al parecer la única condición actual para finalizar una guerra mundial, es la rendición total del derrotado.

## Lista deguerras mundiales
- Guerra de los Nueve Años
- Guerra de sucesión española
- Guerra de sucesión austriaca
- Guerra de los Siete Años
- Guerra de Independencia de los Estados Unidos
- Guerras revolucionarias francesas
- Guerras napoleónicas
- Primera Guerra Mundial
- Segunda Guerra Mundial
- Guerra Fría
- Guerra contra el terrorismo
- Nueva Guerra Fría
- Tercera Guerra Mundial